# Pac-Man
Pac-Man je ime za arkadnu igru koju je razvila japanska tvrtka Namco dok je za tržište u SAD-u licenciju i distribuciju držala tvrtka Midway. Igra je izašla u Japanu 22. svibnja 1980.